# هیدیک‌هایزن
هیدیک‌هایزن (به هلندی: Hedikhuizen) یک منطقهٔ مسکونی در هلند است که در هئوسدن واقع شده‌است.